# Église paroissiale Saint-Antoine-de-Padoue (Pasaréti tér)
Pour les articles homonymes, voir Église Saint-Antoine-de-Padoue.
L'église paroissiale Saint-Antoine-de-Padoue (Páduai Szent Antal-plébániatemplom) ou Église de Pasaréti tér (Pasaréti téri templom) est une église catholique de Budapest située dans le quartier de Pasarét sur Pasaréti tér.